# Історія Литви

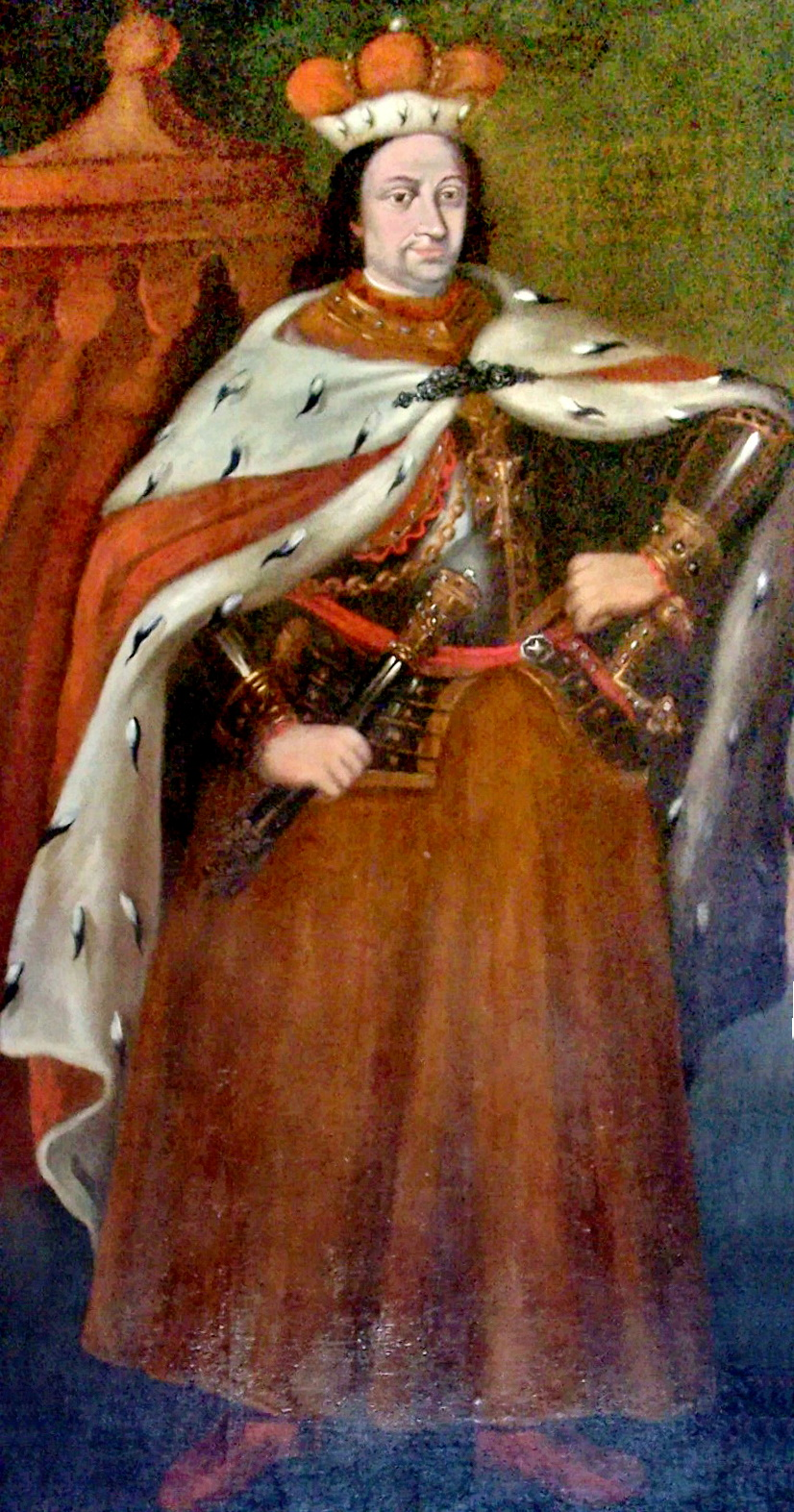
Вітаутас Великий, за його правління Литва досягла зеніту своєї могутності (малюнок 17 століття)

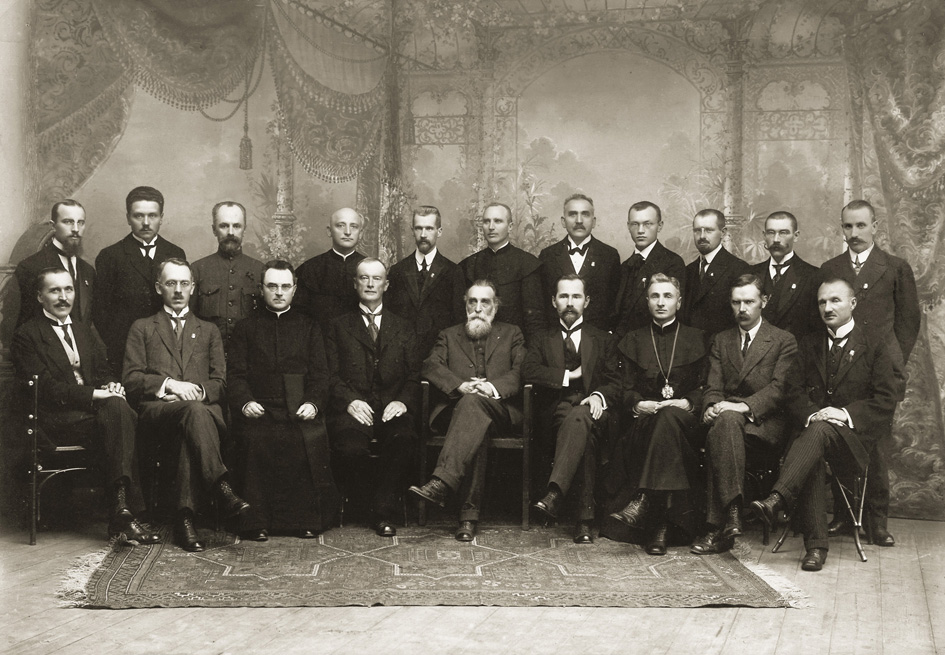
Світлина, на якій сфотографовані 20 членів Ради Литви після підписання Акту про Незалежність Литви, 16 лютого 1918 року.

Карта показує зміни території Литви з 13 століття до сьогодення.

Історія Литви (нинішня територія Литовської Республіки) охоплює тривалий період часу, починаючи з заселення її території людиною в кінці X—IX тисячоліття до н. е. і закінчуючи подіями сучасності.

## Додержавницький період

### Балтійські племена
В основі етногенезу литовців — процеси розвитку древніх балтійських (летто-литовських) племен, аукштайтів («литва» давньоруських літописів) і жемайтів (літописна «жмудь»), а також ятвяги, частина земгалів, куршів і селів. Жемайти і аукштайти ще й досі зберігаються як етнографічні групи литовців, що суттєво відрізняються мовою і культурою.
Литовці (самоназва — летувяй) належать до балтійських народів. Вважають, що назва Литви походить від назви річки Летава (Летавка), притоку річки Няріс. Вона протікає приблизно за 25 км від містечка Кярнаве, що був важливим політичним центром давньої Литви, східної частини країни. Литва була однією з останніх язичницьких держав Європи. Литовці шанували сили природи, різноманітних богів і священні рослини. Вони запалювали вічний вогонь, померлих спалювали.
Предки литовців — айсти (балти) проживали на узбережжі Балтійського моря вже в ІІ тисячолітті до нашої ери. Уперше про них згадує римський історик Тацит в праці «Германія». Територія, на якій жили балти, простягалася від Вісли до Даугави і від Балтійського моря до Дніпра. З часом балти розділилися на різні племена, серед яких були курші, жемайти, аукштайти, литовці, йотвинги (ятвяги), прусси, сели, скалви, латгали, земгали. Основою формування литовської нації були племена аукштайтів і жемайтів, а також частково куршів, земгалів і селів.
Перша згадка про Литву зустрічається в Кведлінбурзьких анналах під 1009 роком (14 лютого), в повідомленні про трагічну загибель від рук язичників архиєпископа Боніфація, який був направлений польським королем Болеславом Хоробрим проповідувати християнство в землях йотвингів. Ці землі були об'єктом суперечки між Болеславом і Київським князем Володимиром, який уже 983 року змусив йотвингів визнати свою владу над ними.

### Постання національної держави
Історія державності Литви починається з короля Міндаугаса, якому 750 років тому вдалося об'єднати литовські і деякі інші племена. Міндаугас прийняв християнство в 1251 році. За це у 1253 році він одержав від папи Інокентія IV королівську корону, але визнав васальну залежність Литви від римської курії. Період його правління був відзначений великими військовими походами, під час яких були приєднані деякі землі, на яких проживали слов'янські племена. Міндаугас був гарним дипломатом, особливо проводячи переговори з Тевтонським орденом, який безліч разів нападав на литовські землі. Литовська держава, посилена реформами Міндаугаса, отримала міжнародне визнання і новий титул. У 1253 році Міндаугас був коронований королем Литви.

## Велике князівство Литовське
Див. Велике князівство Литовське
Після занепаду Києва як центру тодішньої Русі і прилеглих до неї земель, на її окраїнах почали розвиватись нові політичні центри і формуватись нові державні утворення. Серед них було і Велике князівство Литовське, Руське і Жемайтійське, в якій слов'янське населення населяло 9/10 його земель і до якого з 1398 року входили землі сучасної Литви. Центром його стало стародавнє місто Вільно (сучасний Вільнюс).
Однією з причин утворення Великого Князівства Литовського була організація боротьби руських і жмудських племен проти Тевтонського Ордену. Очевидно, що в умовах воєнного часу питання мовної та релігійної приналежності відійшли на другий план. До складу держави увійшли землі як слов'янських так і балтійських племен. Серед населення були православні, католики і язичники. Жмудське населення, на початку утворення князівства язичники, поступово переходили в християнство — православ'я і католицизм. При цьому у зв'язку з світовими політичними процесами, зменшенням впливу Ромейської імперії, Києва і православ'я з часом все більше людей вибирали саме католицизм. Це з часом призвело до того, що при утворенні Речі Посполитої союз жмудської (литовської) і руської шляхти розпався. Але помітним є те, що представники князівської родини такі як Скиргайло і Свидригайло, православні за віросповіданням, в цих умовах залишились на стороні своїх православних підданих і відстоювали їх права і свободи.
Влада знаходилась у руках як руської так і жмудської шляхти. Верховна влада була у руках князів з балтійських племен — Кейстута, Вітовта, Свидригайла. Давня руська мова, культура, закони (Руська правда) та звичаї були панівними в князівстві.
В умовах боротьби з хрестоносцями, Московським князівством та через внутрішні конфлікти Велике князівство Литовське, Руське і Жемайтійське вступило в союз з Польським королівством, уклавши Кревську унію (1385).
Проти зближення з Польщею виступало багато православних князів, тому у державі протягом ста років відбулось три громадянські війни: Громадянська війна в ВКЛ (1381-1384), Литовсько-руська громадянська війна (1389-1392) та Польсько-литовсько-руська громадянська війна (1432-1437). Під час останньої у межах ВКЛ протягом трьох років фактично існувала держава — Велике князівство Руське.
До складу Литовської держави входили тривалий час українські і білоруські землі, та й з пануванням на цих теренах Золотої Орди було покінчено значною мірою зусиллями Великого князівства. У другій половині XV століття Велике князівство Литовське перетворилося із своєрідної федерації українських, білоруських та власне литовських князівств на централізовану державу. І тільки Київське князівство зберігало автономний статус. У грудні 1470 року Великий князь Литовський Казимир IV Яґайлович ліквідував Київське князівство і призначив київським воєводою литвина-католика Мартина Ґаштольда. Той двічі намагався в'їхати до Києва, проте обидва рази кияни зачиняли перед ним міську браму. Зрештою, 1471 року Ґаштольд узяв Київ силою, а вже через 4 роки, так і не порозумівшись з киянами, повернувся до Литви.
1481 року молодший брат Семена Михайло Олелькович домовився з князями Іваном Гольшанським та Федором Більським виступити проти Казимира. Сподіваючись на підтримку українських та білоруських князів і бояр, змовники збиралися вбити Казимира і посадити на престол Михайла. Він розпочав таємні переговори з Москвою про допомогу проти Вільна, обіцяючи їй, за деякими відомостями, східнобілоруські землі до Березини. Частина істориків вважає, що справжньою метою повстання було відновлення Київського та інших українських і білоруських удільних князівств. Перед Великоднем хтось доніс Казимиру на князів-змовників. Федір Більський встиг просто з власного весілля втекти до Москви, де поступив на службу до московського князя Івана ІІІ Васильовича. Натомість Михайло Олелькович та Іван Гольшанський були заарештовані і таємно страчені у Вільні. Пізніше у Києві виникла легенда про публічну страту князів під Замковою горою. Відтоді, за словами літописця, «на Києві князі перестали бути, а замість князів воєводи постали».
Унії з Польщею, продиктовані необхідністю знайти союзників у боротьбі з німецькою експансією, призвели до доволі жорсткої полонізації литовців. Верхівка литовського суспільства досить швидко полонізувалася, вважаючи рідну мову ознакою низького соціального статусу. На охорону литовської мови стали тоді протестанти, які в 1547 році видали першу книгу литовською мовою: катехизис. Для боротьби з протестантами представники ордена Ісуса (єзуїти) теж почали видавати полемічну літературу литовською мовою.

### Українські землі
Українська і білоруська мови того періоду мали де-факто офіційний статус у Литві. Власна литовська писемність виникла лише в XVI ст. З часів білорусько-українського культурного домінування у великому князівстві Литовському зберігся значний державний архів документів, написаних мовами цих двох слов'янських народів. Литовське князівство успадкувало чимало елементів культури і державності стародавнього Києва, що дало підстави російському історикові Георгію Вернадському стверджувати, що рецепцію давньокиївської культурної і правничої спадщини радше варто шукати в Литовській Русі, ніж у Московській.

## Річ Посполита обох народів (1569—1795)
Річ Посполита дослівно означає «спільна справа».
У 1569 Литва і Польща об'єдналися в двоєдину державу — Річ Посполиту. Уклавши Люблінську унію. Ця подія мала велике значення не тільки для поляків і литовців, а й для білорусів та українців. Протягом визвольної війни в Україні під керівництвом Хмельницького Литву окупували російські та шведські війська, що призвело до загибелі майже половини її населення. Під час північної війни часів Петра І у Литві загинуло 30 % населення.

### Початки держави

#### Причини утворення Речі Посполитої
Литва була досить могутньою державою. Але війни з Московською державою кінця XV — початку XVI століття, ослабили її. Також, необхідність організації спільного ефективного захисту від турецько-татарських набігів. Часті повстання української, білоруської, литовської шляхти, через прагнення мати рівні права з польськими землевласниками.
Отже, можна виділити 3 причини, через які було укладено Люблінські унію.
1. Ослаблення Литви внаслідок московсько-литовських війн кінця XV — початку XVI століття.
2. Необхідність організації спільного ефективного захисту від турецько-татарських набігів
3. Часті повстання української, білоруської, литовської шляхти, з метою урівняння прав між польськими і литовськими землевласниками.

Литва згодилась на угоду через внутрішні і зовнішні причини.
Вході підписання з'ясувалося, що Польща мала всі права на землі Литви. Під час укладання Кревської унії (1385 р) однією з умов унії була прилучити литовські й руські землі до Корони Польської. На той час, до Корони. Польської прийшов Сигізмунд II, який і був з династії Ягеллонів. Деякі історики вважають, що дивлячись на карту тогочасної Європи, Литва була конем, а Польща вершником.
Особливості устрою
Річ Посполита-станово-представницька монархія
Державу очолив один правитель- король польський і великий князь литовський. У період між сеймами державою керував король.
Король обирався польсько-литовським сеймом.
Король зобов'язаний виконувати рішення сейму.
Польща і Литва проводили спільну зовнішню політику.
Сейм вирішував усі державні питання.
Шляхта мала право не тільки не підпорядковуватися владі короля, а й чинити збройний опір.
Історичне значення
1. Річ Посполита мала обмежену королівську владу, гарантовані політичні права та свободи, тому українці, білоруси могли долучатись до управління державою.
2. Ставлення до релігійного питання було терпимим.
3. Альтернативою входження до Речі Посполитої було приєднання до Московської держави.
4. Українці, білоруси, литовці змогли долучитися до західноєвропейської ренесансної культури.

## Литва у складі Російської імперії (1795—1914)
Див. Віленська губернія, Ковенська губернія, Августівська губернія, Сувальська губернія

### Російське домінування
Наприкінці XVIII ст. Річ Посполита була розділена між Росією, Австрією і Пруссією, причому велика частина території Литви ввійшла до складу Російської імперії.

### Повстання
У 1817 у Вільнюсі, який на той час входив до складу Російської імперії, було засновано патріотичне студентське товариство філоматів і філаретів, у діяльності якого брав участь відомий поет Адам Міцкевич. У 1822 році це товариство поряд з іншими студентськими організаціями було заборонено, багато студентів вислані з Литви. У 1830—1831 на Литву поширилося визвольне повстання, що почалося у Варшаві. Після придушення повстання польська конституція була скасована, сейм розпущений, закриті Варшавський і Вільнюський університети. Литовські землі одержали назву «Північно-Західний край».
У 1858—1864 під керівництвом єпископа Матеюса Валанчюса створювали товариства тверезості, що стали дуже популярними серед селянства і сприяли зародженню національної самосвідомості литовського народу. Тому царською владою ці товариства були заборонені.
У січні 1863 у Польщі і Литві почалося повстання, яке готували майже цілий рік і яке потім перекинулося і на білоруські землі. У Литві керівниками повстання були ксьондз Антанас Мацкявічюс, Костянтин Калиновський і Зиґмунд Сераковський . На придушення повстання були спрямовані війська; призначений генерал-губернатором Литви Михайло Муравйов отримав надзвичайні повноваження. З повсталими він розправлявся з такою жорстокістю, що отримав прізвисько «вішальник». Після придушення повстання (1864) його керівники були страчені, багато учасників відправлені до Сибіру. Муравйов став проводити русифікаторську політику, закриваючи польські і литовські школи, заохочуючи російську колонізацію і підтримуючи російське духівництво. У 1864 було заборонено друкувати литовські книги латинським шрифтом. Крім того російські колонізатори заборонили навчати литовської мови у школах.

### Національне відродження
Литовці негайно створили таємні школи і перенесли свій книгодрук за кордон. У 1867—1870 у Східній Пруссії формується ціла мережа друкарень, де друкують книги литовською мовою латиницею. Звідси їх нелегально поширюють по всій Литві через цілу мережу конспіративних розповсюджувачів. У 1883—1886 вийшов перший нелегальний журнал литовською мовою «Аушра» («Зоря»). Один з його видавців Йонас Басанавічюс писав статті про литовську мову, історію і культуру литовського народу. У 1889 почали видавати нелегальний журнал ліберального напрямку «Варпас» («Дзвін»). Ідеологом його був відомий лікар і поет, видавець литовських народних пісень Вінцас Кудирка, «Національна песня» якого стала гімном незалежної Литви. У Петербурзі зрозуміли, що програли, і в 1905 р. заборону на литовський книгодрук було скасовано.

## Перша світова війна (1914—1918)
Під час Революції 1905—1907 років було створено литовський парламент, деякі члени якого опинилися в еміграції. Один із таких, Юозас Габріс, спільно з українською еміграцією у 1912 році створив у Парижі Союз народів, що мав на меті сприяти національному самовизначенню східноєвропейських народів.

### Обер Ост
Див. Обер Ост

### Литовське королівство

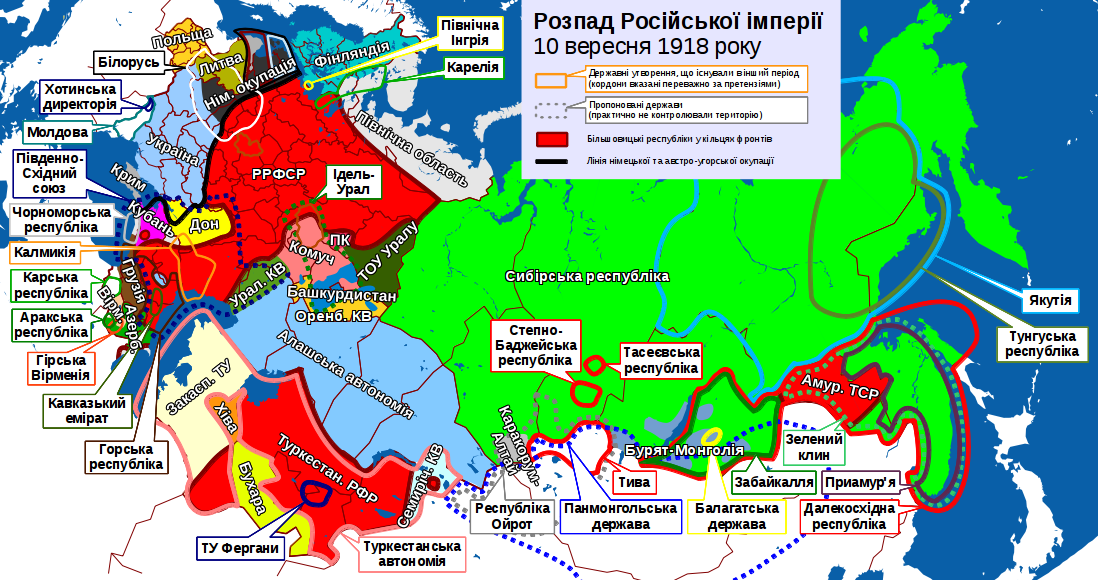
Литовське королівство (1918) на карті розпаду Російської імперії

Див. Литовське королівство (1918)

### Війни за незалежність
Після капітуляції Німеччини в листопаді 1918 року була прийнята перша Тимчасова конституція Литви та була організована перша влада прем'єр-міністра Августина Волдемараса. У той же час почали організовуватися армія та інші державні структури. Водночас національна Литва воювала проти більшовиків, які проголосили Литовську Радянську Соціалістичну Республіку (згодом з неї було утворене маріонеткове об'єднання Литовсько-Білоруська Радянська Соціалістична Республіка), проти білогвардійської армії Бермондта (див. Марка Західної добровольчої армії), а також проти Польщі (Див. Серединна Литва та Віленський край). У жовтні 1920 р. Польща взяла під свій контроль Віленський край разом з частиною міста Вільно. У 1920 році згідно з Версальською угодою, з колишньої Пруської області, що знаходилися на півночі річки Німан утворили Мемельський край (нім. Memelland) під мандатом Ліги націй. Так як до цього часу не було вирішене майбутнє Литовської держави і не була визнана її самостійність міжнародними спільнотами — область не була передана країні. У 1923 році, після Клайпедського повстання, територія краю була анексована Литвою.

#### Війна з Польщею
Див. Польсько-литовська війна

## Перша Литовська республіка (1918—1940)
Крах Російської імперії дав можливість відродити незалежну литовська державу. До складу Ради (Тариби) Литви увійшли відомі люди литовської культури і науки. Ця Рада 16 лютого 1918 року формально проголосила Акт Незалежності. На деякий час владу в Литві захопила Червона армія, але в серпні 1919 р. тут перемогли національні сили, що створили незалежну Литовську державу.
Внаслідок Великого відступу під час Першої світової війни Німеччина до кінця 1915 р. зайняла всю територію Литви та Курляндії на території яких було створено верховне командування всіх німецьких військ на Сході. На початку німецької окупації литовці втратили свої політичні права, особиста свобода була обмежена, а також була заборонена литовська преса. Проте литовська інтелігенція намагалася скористатися існуючою геополітичною ситуацією та почала шукати варіанти відновити незалежність Литви. 16 лютого 1918 р таріба прийняла Акт Незалежності Литовської Республіки, який проголосив відродження незалежної держави Литви, керованої демократичними принципами, з її столицею Вільно. Литовська держава, побудована в рамках цього закону, тривала з 1918 по 1940 рік.
1920 року було підписано мирну угоду з Радянською Росією, за якою Вільнюс було визнано частиною Литви, проте того ж року Польща окупувала область навколо литовської столиці. У 1921 році Литва провела обмін територією з Латвією, отримавши невеликий шматок балтійського узбережжя (доти країни не мала виходу до моря), а у 1923 році Литва анексувала регіон Клайпеди, який після поразки Німеччини у Першій світовій перебував під мандатом Франції. Таким чином в Литви з'явився великий порт, що сприяло експорту сільськогосподарської продукції, на який було зроблено ставку, і в 1924 році Литва досягла довоєнного рівня розвитку економіки.
17 грудня 1926 р. стався військовий державний переворот, який призвів до заміни демократично обраного уряду консервативним авторитарним урядом на чолі з Антанасом Смятоною. Президент Литви Казіс Грінюс був зміщений зі своєї посади та узятий під домашній арешт в день свого 60-річчя. Міністри кабінету М. Слежявічюса були арештовані. Одночасно арешту піддалося керівництво Компартії Литви. Чотири керівника Компартії Литви — Кароліс Пожела, Юозас Грейфенбергеріс, Раполас Чарнас та Казіс Гедріс — були розстріляні. Замість зміщеного військовими президента Литви Казіса Грінюса виконувачем повноваження президента, відповідно до конституції, став голова Сейму Йонас Стаугайтіс. Проте наступного дня після перевороту він сам пішов у відставку зі всіх державних постів та передав повноваження президента Литви Антанасу Смятоні. У травні 1927 році Сейм був розпущений а наступного року була прийнята нова Конституція держави. Опозиційні партії були заборонені, цензура була посилена, і права національних меншин були звужені. Обраний президентом Смятона і його партія залишалися при владі до радянської окупації Литви 1940 року, встановивши авторитарний режим в країні.
Тимчасова столиця Каунас, яку називали Маленьким Парижем, і сама країна мала західний рівень життя з досить високими зарплатами та низькими цінами. Тоді кваліфіковані робітники заробляли майже так само, як і робітники Німеччини, Італії, Швейцарії та Франції, в країні також спостерігався високий зріст населення, а експорт промислової продукції зріс на 160 % в порівнянні з 1913 роком до 1940. 
Починаючи з середини 30-х років ситуація загострилася через глобальну економічну кризу. Попит на сільськогосподарську продукцію суттєво знизився, почалася індустріалізація країни. У 1935 році фермери почали страйки в Суваксії та Дзюкії . Крім економічних, політичні вимоги були зроблені. Уряд жорстоко придушив заворушення. Навесні 1936 року чотири селяни були засуджені до страти за заворушення.
Період незалежності протривав небагато більше над 20 років, до 1940 р. Але це був дуже важливий час. Були створені основи сучасної демократичної держави. Незважаючи на післявоєнні труднощі, піднімався рівень господарства Литви. За темпами економічного зростання Литва зрівнялася з Данією і Фінляндією. Склалися сприятливі умови для розвитку культури і науки. Литва затверджувалася як суверенна держава на міжнародній арені і брала активну участь у міжнародній дипломатичній діяльності в Союзі Націй. Литовська республіка була єдиною державою, що надавала фінансову допомогу ОУН, вважаючи її союзником у боротьбі з Польщею.

#### Війна з більшовиками
Див. Литовська радянська республіка та Литовсько-Білоруська Радянська Соціалістична Республіка

### Кінець першої Литовської республіки (1939—1940)
За пактом Молотова — Ріббентропа (серпень 1939) між нацистською Німеччиною та Радянським Союзом, Литва потрапляла до німецької сфери впливу, однак у вересні 1939 після розв'язання Другої світової війни Литва була передана Радянському союзу в обмін на Люблінське та частини Варшавського воєводств Польщі.
17 вересня 1939, коли розпочалась Радянсько-польська війна, Радянський Союз надіслав дипломатичним представникам 24 країн,— і серед них Латвії, Литви, Естонії, Фінляндії,— ноту, де вказав, що «У відносинах з ними СРСР буде провадити політику нейтралітету». Але вже 25 вересня Сталін у розмові з послом Німеччини фон Шуленбургом заявив, що він має намір «вирішити проблему Прибалтійських країн згідно з секретним протоколом» і, в зв'язку з цим очікує підтримку німецького уряду. Гітлер розумів наміри Сталіна у Прибалтиці таким чином, що прибалтійські країни обов'язково будуть включені до складу Радянського Союзу і дав Сталіну «карт-бланш». На географічних картах, що вийшли друком у Німеччині 1 квітня 1940 року (а складених ще у березні), території Естонії, Литви, Латвії були позначені як складові Радянського Союзу. Радянський Союз окупував їх лише влітку.
14 червня 1940 Радянський Союз висунув Литві ультиматум з вимогою відставки уряду, арешту декількох міністрів і посилення радянської військової присутності у республіці. В умовах окупації 14-15 липня у Литві були проведені вибори в Народний сейм (з єдиним списком блоку «Союз трудового народу Литви»), який 21 липня і проголосив утворення Литовської РСР й ухвалив просити Верховну Раду СРСР прийняти Литву до складу СРСР, що й було зроблено 3 серпня 1940.

#### Польський ультиматум
Див. Польський ультиматум Литві

#### Німецький ультиматум
Див. Німецький ультиматум Литві

### Окупація СРСР
Див. Радянська окупація балтійських країн (1940)

## Друга світова війна (1940—1945)

### Перше приєднання до СРСР (1940—1941)
У червні 1940 року Литва була окупована  військами Червоної армії. 
У серпні 1940 року Литва була включена до СРСР. У вересні-жовтні була проведена земельна реформа, школи стали державними, світськими.

### Німецька окупація (1941—1944)
Див. Райхскомісаріат Остланд, Генеральна округа Литва
У перший тиждень війни (червень 1941) Литва була окупована фашистською Німеччиною — її землі ввійшли до так званого «Східного краю». Частина литовського населення підтримала Фронт литовських активістів (сформований у листопаді 1940, у Берліні), який у 1941 році організував антирадянське повстання в Литві і спочатку співпрацював з німецькою владою. При генеральному комісарі Литви А. фон Рентельні було створено т. зв. Литовське самоврядування.

## Включення Литви знову до СРСР (ЛитРСР, 1944—1990)
Після включення Литви знову до СРСР, прихильники відновлення незалежності литовської держави продовжили збройну боротьбу, що до середини 50-х років була придушена.
Новий етап національно-визвольного руху в Литві починається наприкінці 80-х рр. У жовтні 1988 відбувся Установчий з'їзд Литовського руху за перебудову («Саюдіс»). З лютого 1989 «Саюдіс» узяв курс на досягнення Литвою державної незалежності. Активізувалася також діяльність Ліги Волі Литви — антикомуністичної організації, що виникла ще 1978 року.

## Відродження Литовської республіки
Комуністична Партія Литви, очолювана А.Бразаускасом, вийшла зі складу КПРС. У березні 1990 перемогу на виборах у Верховну Раду отримали прихильники незалежності. Головою ВР став лідер «Саюдиса» В.Ландсбергіс. 11 березня був прийнятий Акт про відновлення незалежності Литовської держави — Литовської Республіки. Початок дипломатичного визнання Литви відбувся в серпні 1991 року.
У січні 1991 року відбулись масові демонстрації у Вільнюсі, під час яких радянські спецпідрозділи штурмували Вільнюську телебашту, внаслідок чого загинули 14 цивільних осіб. В середині листопада 2014 року було завершено досудове слідство щодо подій штурму телебашти 13 січня 1991 року, у якому фігурує 69 осіб, серед яких громадяни Росії, України і Білорусі, і більшість з них знаходиться поза межами Литви, а тому їх оголошено у міжнародний розшук..
У вересні 1991 нова влада почала видавати свідоцтва про реабілітацію литовців, які були засуджені за «антирадянську діяльність». 1992 було прийнято закони, згідно з якими кандидати на високі держ. посади мали повідомляти, чи не співробітничали вони у минулому з КДБ (див. Комітет державної безпеки СРСР). 
25 жовтня 1992 року була прийнята Конституція Литовської Республіки. У 1993 році відбулися перші демократичні вибори президента. Першим президентом Литви був обраний колишній перший секретар комуністичної партії Альгірдас Бразаускас. На виборах 1998 переміг громадянин США литовського походження Валдас Адамкус. На виборах, які відбулися 12 липня 2009 року перемогла Даля Грибаускайте.
У вересні 1991 нова влада почала видавати свідоцтва про реабілітацію литовців, які були засуджені за «антирадянську діяльність». 1992 було прийнято закони, згідно з якими кандидати на високі держ. посади мали повідомляти, чи не співробітничали вони у минулому з КДБ (див. Комітет державної безпеки СРСР). 
Литва стала членом Організації Об'єднаних Націй 18 вересня 1991 р., і є учасником низки її організацій та інших міжнародних угод. Вона також є членом Європейського Союзу, Ради Європи, Організації з безпеки і співробітництва в Європі, НАТО та Північно-Атлантичної координаційної ради. Литва набула членства в СОТ 31 травня 2001-го. Вона також прагне набути членства в ОЕСР та інших західних організаціях. Литва встановила дипломатичні відносини з 149 країнами.
У 2011 р. у Литві відбулася зустріч Ради міністрів Організації з безпеки і співробітництва в Європі. З 1 липня 2013 р. Литва взяла на себе роль голови Ради Європейського Союзу. Литва є активним членом у співпраці між Північними країнами Європи і Балтійської Ради з моменту її створення в 1993 р. Балтійська Рада є організацією міжнародного співробітництва, розташована в Таллінні. Він працює через Балтійську Асамблею та Балтійську Раду Міністрів.
Литва співпрацює з Північними та двома іншими країнами Балтії через формат NB8. Інший аналогічний формат, який називається NB6, об'єднує Північні та Балтійські країни-члени ЄС. Основна мета NB6 — обговорення та узгодження позицій, перш ніж представляти їх у Раді Європейського Союзу та на нарадах міністрів закордонних справ ЄС .
Рада країн Балтійського моря була створена у 1992 р. в Копенгагені як неофіційний регіональний політичний форум, головною метою якого є сприяння процесу інтеграції та партнерських тісних контактів між країнами регіону. Членами РДБМ є Данія, Естонія, Фінляндія, Німеччина, Ісландія, Латвія, Литва, Норвегія, Польща, Росія, Швеція та Європейська Комісія. Державами-спостерігачами є Білорусь, Франція, Італія, Нідерланди, Румунія, Словаччина, Іспанія, Сполучені Штати, Сполучене Королівство, Україна.
Співпраця між Радою Міністрів Північних Країн та Литви є політичним співробітництвом, через яке обмін досвідом сприяє реалізації спільних цілей. Одним з найважливіших функцій є виявлення нових тенденцій і нових можливостей для спільної співпраці.
Литва, разом з двома іншими країнами Балтії, є членом Північного інвестиційного банку та співпрацює в освітній програмі NORDPLUS. 